# Эригона (дочь Икария)
Эригона (др.-греч. Ἠριγόνη) — персонаж древнегреческой мифологии. Дочь Икария, мать Стафила.

Дионис соблазнил её. Дионис подарил возлюбленному Эригоны виноградную лозу, а её отцу — мех с вином. Когда отец был убит пьяными афинскими пастухами, впервые попробовавшими вино и посчитавшими, что Икарий угостил их ядом, Эригона повесилась на дереве, попросив в предсмертной молитве о том, чтобы все девушки Афин поступали так же до тех пор, пока не будут найдены убийцы её отца. Молитвы были услышаны: афинские девушки, которых боги поразили безумием, покончили с собой, а Эригону после её смерти Зевс превратил в созвездие Девы. Ей посвящена элегия Эратосфена (сохранились фрагменты).
Каждый год в Афинах проводился праздник вина Анфестерии, на котором Икария и Эригону чтили как героев. В конце второго дня праздника, дня Хоэс, «дня кувшинов» («Χόες») девушки раскачивались на качелях, представлявших собой высоко подвешенные стулья, к которым подвешивали также фаллосы из цветов. Качание на качелях называлось Алетиды (Ἀλῆτις, «бродяга») или Айора, Эора (др.-греч. Ἐώρα «верёвка», Αἰώρα «качели»).
В честь Эригоны назван астероид (163) Эригона, открытый в 1876 году. Возможно, именно эта героиня мифов стала центральным персонажем трагедии Софокла «Эригона».